# Giovanni Domaschi
Giovanni Battista Domaschi (Verona, 30 dicembre 1891 – Dachau, 23 febbraio 1945) è stato un operaio, anarchico, esponente della Resistenza italiano.

## Biografia
Nato da una famiglia contadina nei pressi di Poiano, frazione di Verona, all'età di 10 anni entra in una bottega da fabbro ferraio e poi si occupa come operaio meccanico nelle officine ferroviarie di Verona.
A sedici anni fa parte del circolo giovanile socialista di San Pancrazio per aderire poi, tramite il sindacalismo rivoluzionario, all'anarchismo.
Nel 1920 costituisce insieme a Guglielmo Bravo un gruppo operaio comunista nel quartiere di Veronetta, dove aveva aperto un laboratorio meccanico specializzato nella riparazione di biciclette.
Il 19 aprile 1921 è arrestato in seguito ad uno scontro con un gruppo di fascisti. Dopo una detenzione preventiva di oltre un anno è condannato a un anno e tre mesi di carcere ed un anno di vigilanza speciale per concorso nel trasporto di ordigni esplosivi.
Dopo vari altri fermi di polizia è arrestato il 13 novembre 1926 in seguito alle operazioni di polizia scattate in tutta Italia dopo l'attentato a Mussolini avvenuto a Bologna il 31 ottobre ed è condannato a cinque anni di confino.
Da allora seguiranno diciassette anni tra reclusione e confino in Italia prima della deportazione in Germania.
Detenuto inizialmente nel carcere degli Scalzi di Verona è trasferito il 24 novembre 1926 all'isola di Favignana, all'estremo ovest della Sicilia. Nell'aprile 1927 è trasferito all'isola di Lipari, ritenuta più sicura perché più distante dalle coste africane.
Accusato di essere coinvolto in un complotto di sovversivi scoperto a Verona durante la visita concessagli per visitare la madre gravemente ammalata, il 14 febbraio 1928 è arrestato e detenuto nelle carceri di Lipari. Il 21 luglio riesce ad evadere, travestito da prete, insieme ad altri compagni ma è ripreso il giorno successivo e trasferito alle carceri di Milazzo e in seguito a quelle di Messina.
Nel novembre 1928 è trasferito al carcere di Regina Coeli di Roma per esser sottoposto a processo da parte del Tribunale speciale per la difesa dello Stato (1926-1943), dal quale è condannato a quindici anni di carcere per l'attività sovversiva del gruppo anarchico di Verona.
Destinato al penitenziario di Fossombrone nelle Marche è tradotto di nuovo a Messina per il processo relativo alla tentata evasione da Lipari. Condannato ad altri quattro anni, riesce a fuggire il 16 febbraio 1929 con un compagno di cella dopo avere segato le sbarre ed essersi calato con un lenzuolo, ma è ripreso dopo tre giorni. Per tale tentativo di evasione è condannato a tre ulteriori anni di reclusione.
Riceve un'altra condanna ad un mese di reclusione per avere rifiutato la benedizione della cella da parte del cappellano del carcere di Fossombrone in occasione della Pasqua del 1931.
Trasferito nel giugno 1932 nel carcere di Piacenza condividerà la cella per quattro anni con Ernesto Rossi, uno dei promotori del movimento Giustizia e Libertà, che era stato condannato a venti anni dal Tribunale speciale. Saranno trasferiti entrambi a Regina Coeli il 20 novembre 1933 in seguito alla scoperta di un loro progetto di evasione.
Nel carcere di Roma condividerà la cella a più riprese anche con gli altri componenti di Giustizia e Libertà Riccardo Bauer, Vincenzo Calace, Francesco Fancello, Nello Traquandi e Bernardino Roberto. Li ritroverà successivamente nei luoghi di confino.
Può godere di una riduzione di pena dovuta al cumulo di alcune condanne e ad amnistie e condoni concessi negli anni, ma deve ancora terminare i cinque anni di confino assegnatigli nel 1926 ed è inviato a Ponza il 22 febbraio 1936 e successivamente a Ventotene il 13 luglio 1939.
A Ponza conosce fra gli altri Sandro Pertini.
Nel dicembre 1939 gli sono assegnati altri cinque anni di confino per la sua pericolosità e cattiva condotta.
Dopo la caduta del fascismo del 25 luglio 1943 gli anarchici confinati a Ventotene sono trasferiti nel campo di internamento di Renicci nel comune di Anghiari ma solo dopo l'armistizio del settembre 1943 riescono a liberarsi.
Domaschi, rientrato a Verona, entra a far parte del CLN provinciale coordinato dal professor Francesco Viviani (del Partito d'Azione) e composto dall'avvocato Giuseppe Pollorini (liberale), Giuseppe Deambrogi e Guglielmo Bravo (comunisti), Giuseppe Marconcini e Angelo Butturini (socialisti) e il professore Vittore Bocchetta (indipendente). Consiglieri militari sono il tenente colonnello Paolo Rossi, il maggiore Arturo Zenorini e il maresciallo Mario Ardu.
Quasi tutti i componenti del gruppo sono arrestati dai fascisti tra la fine di giugno e l'inizio di luglio 1944. Trasportato nelle casermette di Montorio Veronese, Domaschi è interrogato e torturato pesantemente dai fascisti per poi essere consegnato ai tedeschi, trasferito nel carcere degli Scalzi e poi nelle celle ricavate nei sotterranei del palazzo dell'INA diventato sede del SD (il servizio segreto delle SS).
Insieme agli altri componenti del CLN veronese è trasferito al campo di transito di Bolzano il 25 agosto 1944 e detenuto nel blocco E, recintato col filo spinato perché riservato ai prigionieri politici considerati più pericolosi.
La deportazione in Germania con gli altri componenti del suo gruppo avviene il 5 settembre 1944 con il cosiddetto Trasporto 81, un convoglio ferroviario di carri bestiame che trasporta 433 prigionieri. Tra essi c'è anche Eugenio Pertini, fratello di Sandro.
Domaschi è immatricolato il 7 settembre 1944 nel campo di Flossenbürg con il triangolo rosso ed il numero 21762. Terminato il periodo di quarantena, è destinato a Dachau dove sarà immatricolato il 10 ottobre 1944 con il numero di matricola 116381. Classificato come “Schutz” (deportato per motivi di sicurezza), lavorerà per alcuni mesi in una fabbrica bellica nel sottocampo di Kottern-Weidach. Trasferito nell'infermeria di Dachau l'11 febbraio 1945 per un problema al ginocchio sinistro, vi morirà pochi giorni dopo.
A Giovanni Domaschi sono state intitolate a Verona una via e una biblioteca.